# يويا ناكامورا (لاعب كرة قدم مواليد 1986)
يويا ناكامورا (باليابانية: 中村 祐也) (مواليد 14 أبريل 1986)، هو لاعب كرة قدم ياباني سابق كان يلعب كمهاجم.

## وصلات خارجية
- يويا ناكامورا (1986) على موقع رابطة كرة القدم اليابانية للمحترفين (اليابانية)
- يويا ناكامورا (1986) على موقع قاعدة بيانات كرة القدم.إي يو (الإنجليزية)
- يويا ناكامورا (1986) على موقع Soccerway.com (الإنجليزية)
- يويا ناكامورا (1986) على موقع عالم كرة القدم.نت (الإنجليزية)